# Церква Святого Архангела Михайла (Буковець)
Церква Святого Архангела Михайла — дерев'яна церква, яка знаходиться у селі Буковець, Міжгірського району, Закарпатської області.

## Архітектура
Церква дерев'яна, тризрубна, з вежею над бабинцем. Збудована з ялинових брусів, стіни і дахи покриті ґонтом, завершення вежі — дубовим лемехом, кутові з'єднання зроблені врубками «в лапу». До майже квадратному зрубу нави примикають більш вузькі прямокутні зруби східного об'єму і бабинця з двох'ярусної галереєю. Бабинець і неф покриті загальною високим дахом, східний обсяг — більш низькою. Над бабинцем височить квадратна в плані каркасна вежа з двоярусним бароковим завершенням, домінуючим над спорудою. Піддашшя спирається на виноси вінців зрубів. Нава та східний обсяг традиційно перекриті коробовими склепіннями, над бабинцем влаштовано плоске перекриття. Це знову класичне «міжгірське бароко». З трьох зрубів центральний найширший. Бабинець і нава перекриті спільним високим дахом, над вівтарем окремий нижчий дах. Головний фасад прикрашає ще не перероблена ґанкова галерея, аркади голосниць. Башта має своєрідне барокове завершення з приплюснутим гранчастим куполом. Опасання охоплює всі зруби.
На уступі пагорба на північний захід від пам'ятки побудована дерев'яна, двоярусна, квадратна в плані дзвіниця. Навколо зрубу нижнього ярусу влаштовано піддашшя на випусках вінців зрубу.

## Історія
У 1751 році в селі були дві дерев'яні церкви. Нижня Михайлівська церква була «нова, красна, шинґлами крита…», вміщувала 200 вірних, мала всі церковні книги, всі нові образи і три дзвони. Верхня церква на 100 вірних була «престара, близько розпадку… Образи дуже давні, без жодної вартості». У 1801 році знову згадуються дві церкви: нижня — добра, верхня — «розпадаюча». За місцевим переказом, одну із старих церков подарували в той час селу Нижній Бистрий, звідки її на початку XX століття продали у Вучкове, де після спорудження кам'яної церкви дерев'яну розібрали всередині 1930-х років.
У 1801 році село просило кошти з релігійного фонду для будівництва нової церкви посеред села, оскільки тодішні церкви «обі не відповідні вірникам, бо малі». Нову церкву збудували із смерекових брусів і на одвірку вирізали дату спорудження — 1808 рік.
Дзвіниця традиційно двоярусна, квадратна в плані, з широким опасанням. Великий дзвін відлито Францом Лехерером у словацькому Пряшеві 1832 року коштом Івана Теслевича. Два менші виготовив Карел Маноушек у чеському місті Брно у 1924 році.
В радянські часи церква охоронялась як пам'ятка архітектури Української РСР (№ 212). У 2018 році церква визнана об’єктом культурної спадщини національного значення, який внесено до Державного реєстру нерухомих пам’яток України (№ 070028/1).

## Інтер'єр
В інтер'єрі східний і центральний зруби перекриті арковими склепіннями, над бабинцем — плоске перекриття. Всередині збережено чудові взірці народного різьбярства, деякі походять з давнішої церкви. Напис на жертовнику доніс до нас імена різьбярів: Ісавка Черепанич та Іван Баранишинець виконали роботу 29 квітня 1760 року. Роль правих дияконських дверей виконують царські врата з давнішої церкви. Кілька окремих ікон також походять зі старого іконостасу.

## Див також
- Церква Зіслання Святого Духа (Котельниця);
- Церква Святого Духа (Гукливий);
- Церква Різдва Пресвятої Богородиці (Пилипець);
- Церква святого Василя (Лікіцари);
- Церква святої Анни (Буківцьово).